# Garas Klára
Garas Klára (Rákosszentmihály, 1919. június 19. – Budapest, 2017. június 26.) magyar művészettörténész, a Szépművészeti Múzeum főigazgatója 1964 és 1984 között, a Magyar Tudományos Akadémia rendes tagja.

## Életpályája
Budapesten született Garas (Grünwald) Pál gépészmérnök és Strasser Irén gyermekeként zsidó családban. Szülei 1918. szeptember 21-én kötöttek házasságot Budapest V. kerületében. Apai nagyszülei Grünwald Bertalan és Spitzer Hermina. Anyai nagyszülei Strasser Miksa mérnök és Stauber Karolin voltak. Anyai nagyapja évekig a Magánmérnökök Országos Szövetségének főtitkári posztját töltötte be.
Már 13 éves korában elhatározta, hogy művészettörténész lesz, tudományos kutatói pályára lép. Tanulmányait végig kitüntetéssel, a legjobbak közé tartozó eredménnyel végezte. 1937-ben érettségizett a Mária Terézia Leánygimnáziumban, majd a Pázmány Péter Tudományegyetem Bölcsészettudományi Karának művészettörténet-régészet szakán folytatta tanulmányait, Hekler Antal tanszékén. 1941-ben summa cum laude doktorált.
A budapesti Szépművészeti Múzeumban helyezkedett el, összesen negyven évig dolgozott itt. Végigjárta a kutatói állások lépcsőit: gyakornok, tudományos munkatárs, a Régi Képtár osztályvezetője, tudományos titkár. 1964. január 1-jétől nyugdíjba vonulásáig, 1984. március 31-éig a múzeum főigazgatója volt. Nyugdíjazását maga kérte, saját nyilatkozata szerint erkölcsileg felelősnek érezte magát az 1983-ban történt jelentős képlopás bekövetkezéséért.
A kutatómunka és a vezetői tevékenység mellett múzeumi szakemberként kiállítások sorát rendezte, ismeretterjesztő munkájával az intézmény gyűjteményét népszerűsítette, és állandó résztvevője, illetve előadója volt a kutatási profilját érintő konferenciáknak. Tudományos munkásságán és múzeumi pályafutásán túl számottevő a szakmai közéletben kifejtett tevékenysége is: szerkesztőségi tagja volt a legfontosabb magyar művészettörténeti folyóiratoknak és a tudományág számos magyar, illetve külföldi szervezetének, bizottságának a munkájában közreműködött.
1973-ban a Magyar Tudományos Akadémia levelező, 1985-ben pedig rendes tagjává választották. Korábban már a Művészettörténeti Bizottság tagja lett. Ezen kívül megválasztották a Comité International d'Histoire de l'Art tiszteleti tagjává. Kutatási területe a magyarországi barokk festészet, valamint a 16–18. századi európai festészet volt.

## Díjai, elismerései
- Móra Ferenc-emlékérem (1977)
- A Magyar Köztársasági Érdemrend tisztikeresztje (2006)

## Származása
| Garas Klára (Rákosszentmihály, 1919. jún. 19.– Budapest, 2017. jún. 26.) művészettörténész | Apja: Garas Pál Jenő (1910-ig Grünwald) (Budapest, 1882. máj. 7.– Budapest, 1972. márc. 6.) gépészmérnök | Apai nagyapja: Grünwald Bertalan                                                           | Apai nagyapai dédapja: n.a.                                                         |
| Garas Klára (Rákosszentmihály, 1919. jún. 19.– Budapest, 2017. jún. 26.) művészettörténész | Apja: Garas Pál Jenő (1910-ig Grünwald) (Budapest, 1882. máj. 7.– Budapest, 1972. márc. 6.) gépészmérnök | Apai nagyapja: Grünwald Bertalan                                                           | Apai nagyapai dédanyja: n.a.                                                        |
| Garas Klára (Rákosszentmihály, 1919. jún. 19.– Budapest, 2017. jún. 26.) művészettörténész | Apja: Garas Pál Jenő (1910-ig Grünwald) (Budapest, 1882. máj. 7.– Budapest, 1972. márc. 6.) gépészmérnök | Apai nagyanyja: Spitzer Hermina (1855– Budapest, 1909. febr. 5.)                           | Apai nagyanyai dédapja: Spitzer Mór                                                 |
| Garas Klára (Rákosszentmihály, 1919. jún. 19.– Budapest, 2017. jún. 26.) művészettörténész | Apja: Garas Pál Jenő (1910-ig Grünwald) (Budapest, 1882. máj. 7.– Budapest, 1972. márc. 6.) gépészmérnök | Apai nagyanyja: Spitzer Hermina (1855– Budapest, 1909. febr. 5.)                           | Apai nagyanyai dédanyja: Donáth Netti                                               |
| Garas Klára (Rákosszentmihály, 1919. jún. 19.– Budapest, 2017. jún. 26.) művészettörténész | Anyja: Strasser Irén (Budapest, 1894. nov. 4.–?)                                                         | Anyai nagyapja: Strasser Miksa (Pápa, 1864– Budapest, 1934. nov. 16.) mérnök               | Anyai nagyapai dédapja: Strasser József                                             |
| Garas Klára (Rákosszentmihály, 1919. jún. 19.– Budapest, 2017. jún. 26.) művészettörténész | Anyja: Strasser Irén (Budapest, 1894. nov. 4.–?)                                                         | Anyai nagyapja: Strasser Miksa (Pápa, 1864– Budapest, 1934. nov. 16.) mérnök               | Anyai nagyapai dédanyja: Braun Teréz                                                |
| Garas Klára (Rákosszentmihály, 1919. jún. 19.– Budapest, 2017. jún. 26.) művészettörténész | Anyja: Strasser Irén (Budapest, 1894. nov. 4.–?)                                                         | Anyai nagyanyja: Stauber Karolin (Székesfehérvár, 1871. jan. 5.– Budapest, 1952. aug. 30.) | Anyai nagyanyai dédapja Stauber Ármin (Mór, kb. 1834– Szolnok, 1901. dec. 6.)       |
| Garas Klára (Rákosszentmihály, 1919. jún. 19.– Budapest, 2017. jún. 26.) művészettörténész | Anyja: Strasser Irén (Budapest, 1894. nov. 4.–?)                                                         | Anyai nagyanyja: Stauber Karolin (Székesfehérvár, 1871. jan. 5.– Budapest, 1952. aug. 30.) | Anyai nagyanyai dédanyja: Spitzer Lujza (Komárom, kb. 1846– Szolnok, 1927. aug. 4.) |

## Főbb publikációi
- Kracker János Lukács 1717-177-. Adalék a magyarországi barokfestészet történetéhez; Hungária Nyomda, Budapest, 1941 (A budapesti Királyi Magyar Pázmány Péter Tudományegyetem Művészettörténeti és Keresztényrégészeti Intézetének dolgozatai)
- A németalföldi polgárság művészete, Szikra Kiadás, Budapest, 1947
- Országos Szépművészeti Múzeum, régi képtár, rövid vezető. Budapest, Országos Szépművészeti Múzeum, 1950. Budapest, Egyetemi Ny. 38 oldal, 8 tábla
- The so-called Piombo portrait in the Museum of Fine Arts. In: Acta Historiae Artium Academiae Scientiarum Hungaricae, 1953, 135-149. oldal
- Magyarországi festészet a XVII. században. Budapest, Akad. Kiadó, 1953. Budapest, Akad. Ny., 206 p., 27 t.
- Some problems of early Dutch and Flemish painting. In: Acta Historiae Artium Academiae Scientiarum Hungaricae, 1954, 237-264. oldal
- Magyarországi festészet a XVIII. században, kandidátusi értekezés tézisei. (Kiad. a Magyar Tudományos Akadémia 2. Osztálya). Budapest, 1954, Akad. Ny.
- Id. Pieter Bruegel (1525–1569), Budapest, 1955. 16 oldal, 8 tábla
- Magyarországi festészet a XVIII. században, Budapest, Akad. Kiadó, 1955. 368 oldal, 76 tábla  (Magyarországi barokk festészet)
- Vázlatok és tanulmányok a XVIII. századi osztrák festészetben, Paul Troger néhány ismeretlen műve. Budapest, 1959.
- Franz Anton Maulbertsch. Budapest, Vienna, and Graz, 1960. Contains catalogue raisonné.
- Régi Képtár, remekművek a Szépművészeti Múzeumban. Budapest, Képzőműv. Alap, 1960. Budapest, Kossuth Ny. 27 oldal, 64 tábla
- Il museo di Budapest. (intr. e scelta di Klára Garas, commentari alla tavole di Liliana Balzaretti). Milano, Garzanti, 1961. 148 oldal, ill.
- 55 műalkotásnak megtalálták mesterét. In: Művészettörténeti Értesítő 1961/1. X. évfolyam 1961. 21-30. oldal
- Sebastiano Ricci egy eddig ismeretlen főműve. In: Művészettörténeti Értesítő XI. évfolyam 4. szám 1962. 246-252. oldal
- Carlo Carlone und die Deckenmalerei in Wien am Anfang des XVIII. Jahrhunderts. In: Acta Historiae Artium Academiae Scientiarum Hungaricae, (8.) 1962. 261-277. oldal, ill.
- Gregorio Guglielmi, 1714–1773, In: Művészettörténeti Értesítő XII. évfolyam 4. szám, 270-294. oldal, ill.
- Mesterművek a Régi Képtárban, Budapest, Corvina, 1966, Budapest, Kossuth Ny. 21 oldal, 65 tábla
- Olasz reneszánsz portrék a Szépművészeti Múzeumban, Budapest, Corvina, 1965. 114 oldal, ill.
- Museo de Bellas Artes de Budapest. (Klára Garas, István Genthon, Marianna Takács Haraszti, (trad. Maria Teresa de la Cruz). Madrid, Aguilar, 1966. 344 oldal, ill. (Librofilm)
- Kortársak a németalföldi festőművészetről. Vál., bev., jegyz. Garas Klára. Budapest, Gondolat, 1967. 223 oldal
- A velencei settecento festészete. Budapest, Corvina, 1968. 29 oldal, 48 tábla
- Museu de Belas Artes de Budapeste. (Denis Radocsay). Buenos Aires, Madrid, Mexico, Codex, 1969. 86 oldal, ill.
- Barokk. Kiad. Magyar Rádió és Televízió, Budapest, 1970. 46 p.
- Régi Képtár, remekművek a Szépművészeti Múzeumban. Budapest, Corvina, 1970, Budapest, 21 oldal, 60 tábla (Ennek francia, angol, olasz és orosz változata ugyanekkor jelent meg).
- A Szépművészeti Múzeum képei, Budapest, Corvina, 1973, 284 oldal, ill.
- Olasz reneszánsz portrék, 2. bőv. kiad. Budapest, Corvina, 1973. 25 oldal, 48 tábla
- Franz Anton Maulbertsch és kora, (kiállítás), Szépművészeti Múzeum, (1974. június 28. – szeptember 29.) 2. kiad. Budapest, 1974. 40 oldal, 24 tábla
- Franz Anton Maulbertsch, Leben und Werk, mit Oeuvrekatalog geordnet nach Standorten. (Vorw. Oskar Kokoschka). Salzburg, Verl. Galerie Welz, 1974. 267 oldal, ill.
- Paintings in the Budapest Museum of Fine Arts. (transl. Lili Halápy). London, 1974, Budapest, 292 oldal, ill.
- Portraits de la renaissance italienne (trad. Imre Kelemen, Kató Vargyas). – 2. éd. rev., augment. – Budapest, Corvina, 1974. 26 oldal, 48 tábla
- Poklady světového maliřstvi v Budapešti, obrazy z Muzea vytvarnych uměni. (z anglického. a z německého. přelož. Věra Kubičková). Praha, Odeon, 1975, Budapest, 292 oldal,  ill. (Světové uměni)
- A Szépművészeti Múzeum képei. 2., jav. kiad. Budapest, Corvina, 1976, Budapest, Kossuth Ny., 284 oldal, ill.
- Selected Paintings from the Old Picture Gallery. (kanshu, yaku) Matsuya Tsutomu. Tokió, Kobunsha, 1976. 36 oldal, 64 tábla
- A XVIII. század német és osztrák rajzművészete. Válogatott mesterművek a Szépművészeti Múzeum rajzanyagából. Budapest, Corvina, 1980. 29 oldal, 128 tábla, ill. (A Szépművészeti Múzeum legszebb rajzai) ISBN 963-13-0855-3
- Österreichische Barockzeichnungen aus dem Museum der Schönen Künste in Budapest, Salzburger Barockmuseum, vom 4. Juni bis zum 15. September 1981, Katalog. (org.  Barockmuseum, Országos Szépművészeti Múzeum, bearb. Klara Garas). Salzburg, Salzburger Barockmuseum, 1981. 113 oldal, ill. (Schriften des Salzburger Barockmuseums)
- Budimpešta Muzej likovnih umjetnosti. (preveo sa slovenskoga Ivan Brajdić). Zagreb, Mladost, 1982. 172 oldal,  ill. (Muzeji svijeta)
- Szépművészeti Múzeum. Budapest, Corvina, 1985. Szerk. Garas Klára ISBN 963-13-1947-4
- Művész és megrendelő, közönség és kritika. Változások a 18. század második felének művészeti életében. Akadémiai székfoglaló, 1986. január 23. Budapest, Akad. K., 1987. 41 oldal,  16 tábla, ill. (Értekezések, emlékezések)
- 18. századi osztrák mesterek művei Magyarországon. In: Annales de la Galerie nationale hongroise. 1991. 193-198. 2 t.
- Barokk művészet Közép-Európában. Utak és találkozások (kat., tan.: Garas K., szerk.: Galavics G.), Budapesti Történeti Múzeum, Budapest, 1993.
- Sebastiano del Piombos Kardinalbildnis in Dublin. Neue Funde und Ergebnisse. In: Acta historiae artium Academiae Scientiarum Hungaricae. (37.) 1994/95. 1-4. 135-144.
- Correggio: Szoptató Madonna. Budapest, Corvina, 1990. 71 oldal
- Szépművészeti Múzeum; szerk. Garas Klára; 2. jav., bőv. kiad.; Corvina, Budapest, 1998
- A budai vár egykori gyűjteménye. Képek a Szépművészeti Múzeumban. In: Tanulmányok Budapest múltjából. (29.) 2001. 381-410.
- Old Masters' Gallery, summary catalogue, German, Austrian, Bohemian and British paintings. (authors Éva Benkő, Klára Garas, Zsuzsa Urbach, ed. by Ildikó Ember and Imre Takács). 2003. 185 oldal, ill.

Még számos tanulmánya jelent meg különböző művészeti folyóiratokban, így a Szépművészeti Múzeum közleményeiben (Bulletin du Musée Hongrois des Beaux-Arts).

## Film a tudósról
- Herzka Ferenc "Akadémikus portrék" című filmsorozatában: Garas Klára (A filmfelvétel időpontja: 2007. december 21. és 2008. január 10.)